# Suurmetsa
Suurmetsa – wieś w Estonii, w prowincji Põlva, w gminie Mooste.